# Zr.Ms. Merapi (1843)
Het barkgetuigde raderstoomschip der 2e klasse Zr.Ms. Merapi was bestemd voor de dienst Nederlands-Indië. 
Het werd op de Rijkswerf te Rotterdam gebouwd. Bij de tewaterlating waren Z.K.H. prins Hendrik, vergezeld van de schout-bij-nacht Arriëns, alsmede van zijne excellentie de directeur-generaal der marine, overgekomen om daarbij tegenwoordig te zijn.
De prins heeft het schip in 1844 nog eens geïnspecteerd, waarbij hij van hoofdofficier kapitein-luitenant ter zee Coertzen twee vlaggen aangeboden kreeg, die door die hoofdofficier op de zeerovers in Oost-Indië veroverd waren.
De Javasche Courant maakte er 16 november 1844 melding van dat Zr.Ms. stoomschip Merapi, commandant kapt.luit.t.zee W.T. Baars, de 27e juni van Hellevoetsluis was vertrokken en 13 november van dat jaar in Batavia was aangekomen. 
Daar ontving het een bericht uit Anjer dat het Engelse schip Cleopatra, kapt. Early, 21 januari 1847 op het Brouwersrif aan de oostkust van Sumatra gestrand en reddeloos verloren gegaan was. De schipbreukelingen, bestaande uit de kapitein, diens echtgenote en dochter, benevens 13 matrozen, waren gered en bij de assistent-resident daar  verbleven. Zr.Ms. Merapi is  onmiddellijk naar Anjer gezonden om genoemde schipbreukelingen af te halen.
30 oktober 1848 meldde de Nieuwe Rotterdamsche Courant dat ’s Rijks stoomschip Merapi zonder grote reparatie niet langer in Indië in dienst zou kunnen blijven en eerlang naar het moederland zou worden opgezonden. 
Zr.Ms. Merapi, met als commandant luitenant-ter-zee Van Hoogenhouck Tulleken en komende van St. Helena, is 14 maart 1849 Falmouth binnengelopen, na op 27 februari op 44º N.B. en 32º30’ W.L. een hevige orkaan te hebben doorgestaan, waarbij de fokkemast werd omgeslagen en op het dek viel, doch gelukkig slechts één man der equipage licht kwetste. Ook de schoorsteen werd platgeslagen, maar tijdens het ongeval was de machine niet in werking.
In 1851 werd het schip, liggende aan ´s Lands werf in Hellevoetsluis, met de meeste spoed in gereedheid gebracht en 16 maart weer in dienst gesteld voor een reis naar Oost-Indië. Luitenant ter zee 1ste klasse P.A. Matthijsen werd provisioneel met het toezicht belast. Het commando werd voor de reis opgedragen aan de luitenant ter zee 1ste klasse H.J. van Maldeghem, terwijl als 1ste officier de luitenant ter zee 1ste klasse P.A. Matthijsen aan boord werd geplaatst, naast de luitenants ter zee 2de klasse Osti en Van Hecking Colenbrander, officier van administratie Den Ouden, scheepsklerk Ten Hove, in de bovenrol de luitenants baron Gansneb genaamd Tengnagel, ridder Huyssen van Kattendijke, en vier adelborsten.
Het schip vertrok 4 juni 1851 onder het lossen van het geschut. De eerste bestemming was Plymouth, om steenkolen in te nemen en dan de reis naar Batavia verder voort te zetten. 
Op 20 november 1854 vertrok het schip weer uit Batavia naar Nederland. De Dordtsche Courant van 26 februari 1856 maakte er melding van dat van ’s Rijks werf te Vlissingen per Zr.Ms. Vlinder naar Hellevoetsluis dertig scheepstimmerlieden waren vertrokken, die voor enige maanden daar gedetacheerd zouden blijven aan ’s rijks werf, met een verhoging van 50 cents per dag, voor kostgeld enz., om Zr.Ms. Merapi daar met de meeste spoed gereed te maken. De planning was ook naar de fabriek te Fijenoord te gaan om van nieuwe ketels voorzien te worden.
Het schip arriveerde 29 september 1856 in Vlissingen, gecommandeerd door de kapitein-luitenant ter zee, J.D. Wolterbeek, komende van het Nieuwediep. Daar ging het in het droogdok om gereed gemaakt te worden om weer naar Oost-Indië te vertrekken.
In 1858 nam de werf in Soerabaja de betimmering onder handen. De Nieuwe Rotterdamsche Courant van 27 november 1858 maakte gewag van een schrijven van een “oud-officier” aan de Arnhemsche Courant, waarin die stelt: "Gelezen hebbende het regerings-antwoord op de aanmerkingen op de begroting van marine, kan ik u als nadere toelichting van de schone voorstelling van de ministers, aangaande het Oost-Indisch eskader, uit een zekere bron het volgende mededelen: Over het algemeen laat de toestand van de schepen in Indië veel te wensen over" en vervolgens dat de Merapi te Soerabaja al langer dan twee maanden in reparatie lag en nog zes weken timmering behoefde voor en aleer voor de dienst gereed te zijn. "Over de stemming bij het korps officieren van de marine in Indië dienende, kan ik u melden, dat algemeen met vreugde werd tegemoet gezien het aanstaande vertrek naar Nederland van de commandant van de zeemacht." om het te onderstrepen. 
Zr.Ms. Merapi werd 6 januari 1859 bestemd om naar een vol driemastschip op de Bril Bank te stomen, maar onverrichter zake terugkeerde om in Makassar met hulp van het bestuur de nodige prauwen en een kruisboot op te halen, met het doel de nog aan boord zijnde goederen en wat meer aangetroffen mocht worden te bergen. Vervolgens is de kruisboot no. 18, met de havenmeester als strandvonder, vergezeld van enige prauwen, gesleept door de Merapi, andermaal naar de Brilbank vertrokken, ten einde de havenmeester over te brengen en onderzoek in te stellen waar de opvarenden waren gebleven. Na 5 dagen, is gemeld dat het stoomschip de 11e januari op de rede van Bonthain de gezagvoerder J.C. Brarends van het gestrande Belgisch driemastschip Macassar met nog 25 koppen der equipage meebracht.